# Шмид, Юлиан
Юлиан Шмид (нем. Julian Schmid; род. 1 сентября 1999, Оберстдорф, Бавария) — немецкий двоеборец, серебряный призёр зимних Олимпийских игр 2022 года, чемпион мира 2025 года, четырёхкратный серебряный призёр чемпионатов мира (2023, 2025), многократный победитель этапов Кубка мира.

## Карьера
Юлиан Шмид дебютировал в Кубке мира 5 декабря 2019 года.
На Олимпийских играх 2022 года стал серебряным призёром в эстафете. В личных гонках занял 10-е и 8-е места.
На чемпионате мира 2023 года в Планице Юлиан выиграл три серебряные награды: в командном первенстве, в смешанном командном первенстве и в индивидуальных гонках.
На чемпионате мира 2025 года в Тронхейме в смешанном командном турнире в составе немецкой сборной стал серебряным призёром, а в командной эстафете стал чемпионом мира. 

## Результаты на крупнейших соревнованиях

### Олимпийские игры
| Олимпийские игры | Большой трамплин/10 км | Нормальный трамплин /10 км | Эстафета |
| ---------------- | ---------------------- | -------------------------- | -------- |
| 2022 Пекин       | 10                     | 8                          | 2        |

### Чемпионаты мира по лыжным видам спорта
| Чемпионат мира | Нормальный трамплин /10 км | Большой трамплин/10 км | Эстафета | Смешанная эстафета |
| -------------- | -------------------------- | ---------------------- | -------- | ------------------ |
| 2023 Планица   | 2                          | 4                      | 2        | 2                  |
| 2025 Тронхейм  |                            |                        |          | 2                  |

### Победы на этапахКубка мира
| № | Сезон   | Дата           | Город      | Тип гонки     |
| 1 | 2022-23 | 25 ноября 2022 | Рука       | HS 142/ 5 км  |
| 2 | 2022-23 | 8 января 2023  | Отепяя     | HS 97/ 10 км  |
| 3 | 2022-23 | 5 февраля 2023 | Оберстдорф | HS 137/ 10 км |

* — гонка проходила в рамках Тура